# Rydaholm
Rydaholm är den största tätorten utöver Värnamo i Värnamo kommun. Den ligger i Rydaholms socken i Jönköpings län.
Orten är känd för Rydaholmsalnen, som har blivit något av en symbol för orten.

## Befolkningsutveckling
| Befolkningsutvecklingen i Rydaholm 1960–2020 | Befolkningsutvecklingen i Rydaholm 1960–2020 | Befolkningsutvecklingen i Rydaholm 1960–2020 | Befolkningsutvecklingen i Rydaholm 1960–2020 | Befolkningsutvecklingen i Rydaholm 1960–2020 |
| -------------------------------------------- | -------------------------------------------- | -------------------------------------------- | -------------------------------------------- | -------------------------------------------- |
|                                              |                                              |                                              |                                              |                                              |
| År                                           |                                              |                                              | Folkmängd                                    | Areal (ha)                                   |
| 1960                                         | 1960                                         |                                              | 1 364                                        |                                              |
| 1965                                         | 1965                                         |                                              | 1 487                                        |                                              |
| 1970                                         | 1970                                         |                                              | 1 544                                        |                                              |
| 1975                                         | 1975                                         |                                              | 1 483                                        |                                              |
| 1980                                         | 1980                                         |                                              | 1 539                                        |                                              |
| 1990                                         | 1990                                         |                                              | 1 669                                        | 142                                          |
| 1995                                         | 1995                                         |                                              | 1 610                                        | 144                                          |
| 2000                                         | 2000                                         |                                              | 1 576                                        | 150                                          |
| 2005                                         | 2005                                         |                                              | 1 554                                        | 150                                          |
| 2010                                         | 2010                                         |                                              | 1 474                                        | 149                                          |
| 2015                                         | 2015                                         |                                              | 1 587                                        | 171                                          |
| 2020                                         | 2020                                         |                                              | 1 629                                        | 173                                          |
|                                              |                                              |                                              |                                              |                                              |

## Samhället
I Rydaholm finns det några affärer som ICA nära, Rydaholms järnhandel, Winqvist och Ola Ring. I samhället och dess närmaste omgivning fanns tidigare fyra kyrkobyggnader: Elimkyrkan, Missionskyrkan, Pingstkyrkan och Rydaholms kyrka. Endast Rydaholms frikyrka och Rydaholms kyrka finns kvar. Rydaholms kyrka har gamla anor som sträcker sig ända bak till 1100-talet.
Söder om Rydaholm ligger Smålands bil-, musik- och leksaksmuseum.

## Näringsliv
I Rydaholm finns det ett industriområde med flera företag, bland andra PLS, Rydaholms trä, Hilding Anders samt Smedbergs AB som är Sveriges största  leverantör av yxskaft.

### Bankväsende
Rydaholms sparbank grundades 1871. Den uppgick 1983 i Finnvedens sparbank, som senare blev en del av Swedbank.
I början av 1920-talet hade både Smålands enskilda bank och Sydsvenska kreditaktiebolaget kontor i Rydaholm. År 1923 överlät Sydbanken sitt kontor till Smålandsbanken. Kontoret lades ner senare under 1900-talet.
Swedbank stängde sitt kontor den 4 december 2015, varefter Rydaholm stod utan bank.

## Evenemang
Varje år, första lördagen i oktober, anordnas bygdens stora evenemang Rydaholmsdagen av lokala föreningar och näringsidkare.
Rydaholms GOIF Skidsektionen arrangerar varje år Smålands äldsta skidtävling Dackefejden.